# Loil
Loil (als Lool [loːl] auszusprechen) ist ein Dorf in der niederländischen Gemeinde Montferland in der Provinz Gelderland. Es hat etwa 2.035 Einwohner (Stand: 1. Januar 2024) und liegt unweit der deutschen Grenze (4 km). Die Gemeinde Montferland entstand im Rahmen einer Gemeindereform am 1. Januar 2005 durch Zusammenlegung der Gemeinden Didam, wozu der Ort seinerzeit gehörte, und Bergh. Loil grenzt im Süden an Didam, im Westen liegt die Gemeinde Zevenaar und im Osten Doetinchem.

## Verkehr
Die wichtigsten Verkehrsanbindungen des Ortes sind die Autobahnen A12 (= in Deutschland die A 3, die so genannte „Hollandlinie“, die von Arnheim über das Ruhrgebiet (Oberhausen) nach Köln führt) und A18 sowie die Provinzstraßen N336, N338 und N813. Die nächste Großstadt Arnheim liegt etwa 12 km von Loil entfernt.

## Schreibweise und Aussprache
Das Dorf Loil wird erstmals im Jahr 1178 schriftlich erwähnt. Die Schreibweise war damals noch 'Loel', wobei das ‘e' in der Aussprache für eine Verlängerung des Vokales 'o' sorgte (Dehnungs-e), wie etwa im Deutschen bei der Stadt Soest (‘Soost’ ausgesprochen). Später wurde das 'o' dann durch ein ‚i’ verlängert, ohne dass sich an der Aussprache etwas änderte (vgl. das "oi" im deutschen 'Voigtländer', das 'Foogtländer' auszusprechen ist).

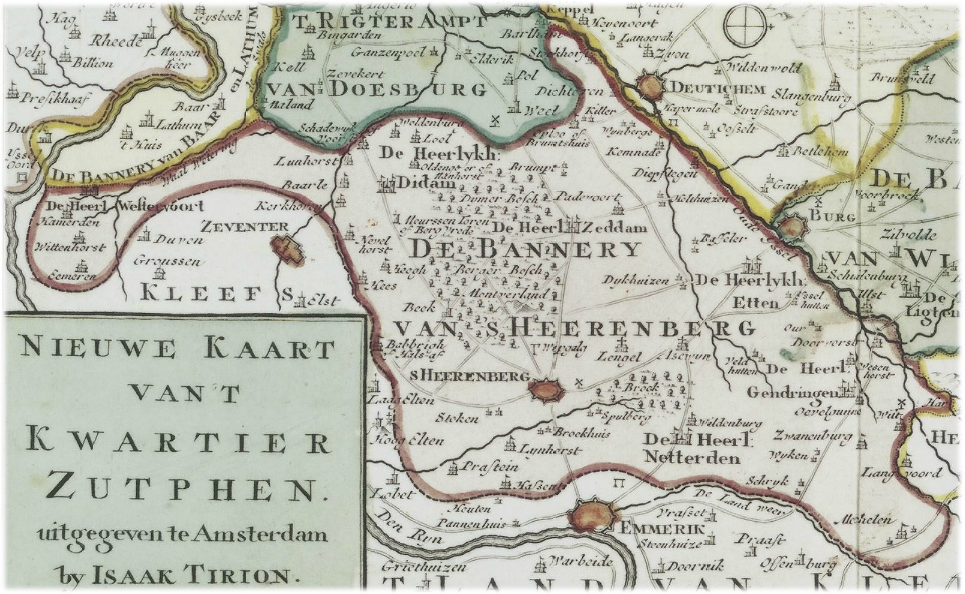
Karte der Bannerij 's Heerenberg aus dem Jahr 1757 - Loel liegt nördlich der Heerlijkheid Didam

## 2000-jährige Besiedlungsgeschichte
Der Ort, wo Loil heute liegt, ist vor mehr als 2000 Jahren bereits bewohnt gewesen, vermutlich von westgermanischen Chamavern. Bei Erdarbeiten hat man im 20. Jahrhundert Funde menschlicher Besiedlung aus den Jahren zwischen 250 und 50 vor Christus sichergestellt. Auch zwischen 800 und 1500 nach Christus wohnten Menschen, genau an der Stelle, wo heute im Ort die Kloosterstraat und die Kapelstraat liegen. Im Jahr 2001 sind dort bei Ausgrabungen eine Anzahl von Spuren von möglicherweise zwei Gebäuden aus dem 9. bis 12. Jahrhundert gefunden worden.
Im 14. Jahrhundert spricht man von einem “Kastell von Loel” (kasteel van Loel), später auch „Gut Loil“ oder „Haus Loil“ genannt. Im Jahre 1357 wurde Albrecht Doys van Loel Lehnsherr dieses Kastells. Er erhielt dieses Lehen von Jan, dem Grafen von Kleve. Nach diesem wurde erst Willem van Bergh der Lehnsherr, danach sein Sohn Oswald van Bergh. Zu Beginn des 20. Jahrhunderts wurde das Haus „Kasteel Tengbergen” genannt und um 1920 abgebrochen. Der das Kastell umringende Graben gefüllt mit Müll und dem Material von dem Hügel, auf dem das Kastell zuvor stand. Der umliegende Wald wurde gerodet.

## Bauwerke und Sehenswürdigkeiten
Loil hat eine Windmühle mit dem Namen „De Korenbloem“ (= die Kornblume), eine römisch-katholische Kirche, geweiht auf den Namen „Unsere Liebe Frau der unbefleckten Empfängnis“ (Onze Lieve Vrouw Onbevlekt Ontvangen) und die Sankt-Josefs-Grundschule.

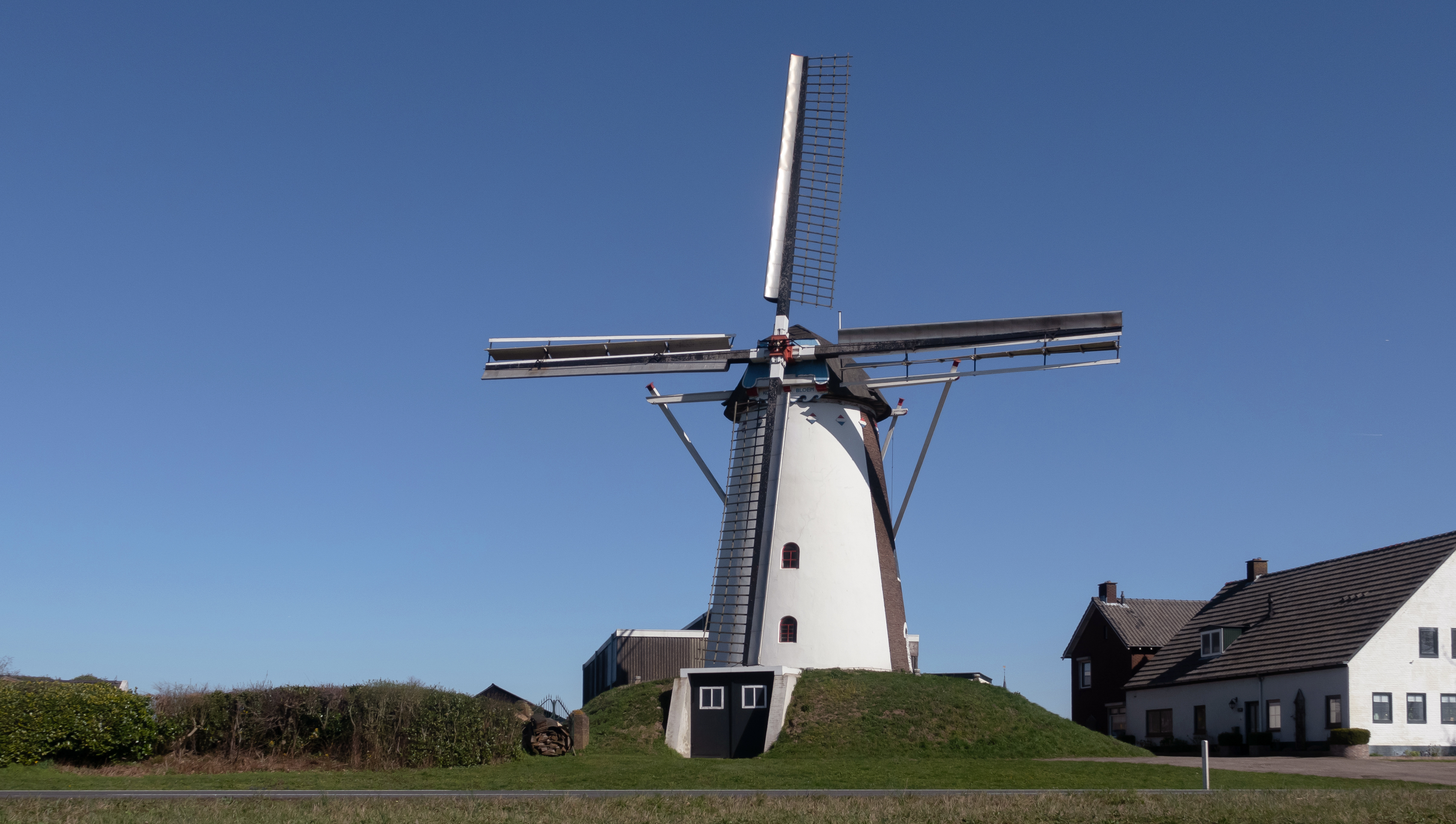
Windmühle: De Korenbloem (= Die Kornblume) bei Loil

## Vereine und Feste
Vereine und ihre Feste haben eine große Bedeutung für das Leben der Menschen in Loil. Es gibt einen Sport- und einen Schützenverein. Bei den Festen im Jahr ist neben dem Schützenfest der Karneval ein wichtiges Ereignis.